# الدوري الإنجليزي لكرة القدم 1997–98
الدوري الإنجليزي لكرة القدم 1997–98 (بالإنجليزية: 1997–98 Football League)‏ هو موسم من دوري كرة القدم الإنجليزي. فاز فيه نوتينغهام فورست.